# 益通光能
益通光能（E-Ton Solar Tech.）是台灣一家生產太陽能電池的廠商，總部位於臺南市安南區，成立於2001年；其在中華民國證券櫃檯買賣中心的股票上櫃代碼為3452，於2020年下櫃。

## 股票上市
由於石油油價高漲，因此生產太陽能相關產品的公司獲得青睞，股價也水漲船高。益通在2006年3月8日股票上櫃交易，並於數日後的3月13日盤中達到每股新臺幣1000元的紀錄，這是1990年代之後，再度有個股股價達到每股1000元。惟之後數年由於經營不善一路重挫下跌達96%，2010年上半年兩度提報大幅虧損合計達50億元。

## 外部連結
- 益通光能 （页面存档备份，存于）
- 鉅亨網—益通 （页面存档备份，存于）